# Panic Inc.
Panic Inc. — американська компанія з Портленду, штат Орегон, видавець відеоігор та розробник програмного забезпечення. Компанія спеціалізується на додатках для macOS та iOS, та у 2016 році почала видавати відеоігри.
Panic була заснована Стівеном Франком та Кейбелом Сассером у 1997 році.

## Продукти

### Програмне забезпечення
Panic відома своїм флагманським додатком Transmit, а також медіаплеєром Audion, клієнтом Usenet Unison та редактором коду Nova (наступником додатка для веброзробки Coda). Компанія неодноразово отримувала нагороди Apple Design Awards за свої продукти.
У 1999 році Audion був представлений як медіаплеєр MP3, з підтримкою скінів. Один з його конкурентів, SoundJam MP, був придбаний компанією Apple у 2000 році й був доопрацьований в iTunes 1.0, що став доступним у 2001 році. У 2004 році компанія Panic закрила Audion і з того часу поширює його безплатно.
Після Audion Panic зосередилися на розробці двох інших програмних додатків. У 2004 році вони випустили Unison, програму для читання Usenet, та Stattoo, інструмент, який показує «цифрову статистику», накладену на шпалери робочого столу Mac OS X. У 2007 році був представлений додаток для веброзробки Coda. У 2019 році Panic оголосила про наступника Coda під назвою Nova.
| Додаток               | Платформа           | Тип                         | Прим.               |
| У активній розробці   | У активній розробці | У активній розробці         | У активній розробці |
| --------------------- | ------------------- | --------------------------- | ------------------- |
| Transmit              | macOS               | клієнт передачі даних       |                     |
| Nova                  | macOS               | ПЗ для веброзробки          |                     |
| Prompt                | iOS                 | інтерфейс командного рядка  |                     |
| Panic Pals            | iOS                 | наліпки iMessage            |                     |
| Playdate Sticker Pack | iOS                 | наліпки iMessage            |                     |
| Підтримка припинена   |                     |                             |                     |
| «Code Editor»         | iOS                 | ПЗ для веброзробки          |                     |
| Audion                | macOS               | програвач мультимедіа       | [ 8 ]               |
| CandyBar              | macOS               | кастомізація іконок         | [ 13 ]              |
| Coda                  | macOS               | ПЗ для веброзробки          |                     |
| Desktastic            | macOS               | анотації для робочого столу |                     |
| Stattoo               | macOS               | комп'ютерна статистика      |                     |
| Status Board          | iOS                 | інформаційний дисплей       | [ 14 ]              |
| Transmit              | iOS                 | клієнт передачі даних       | [ 15 ]              |
| Unison                | macOS               | клієнт Usenet               | [ 16 ]              |

### Відеоігри
Компанія опублікувала свою першу відеогру, Firewatch, 9 лютого 2016 р.. Panic опублікувала свою другу гру, Untitled Goose Game, 20 вересня 2019 року.
| Назва                       | Платформа(и)                                                          | Розробник                                                                       | Дата релізу     | Прим.         |
| --------------------------- | --------------------------------------------------------------------- | ------------------------------------------------------------------------------- | --------------- | ------------- |
| Firewatch                   | ПК (Windows, macOS, Linux), PlayStation 4, Xbox One, Nintendo Switch  | Campo Santo                                                                     | 9 лютого 2016   | [ 17 ] [ 18 ] |
| Untitled Goose Game         | ПК (Windows, macOS), PlayStation 4, Xbox One, Nintendo Switch         | House House                                                                     | 20 вересня 2019 | [ 19 ]        |
| Nour: Play with Your Food   | ПК (Windows, macOS), PlayStation 4, PlayStation 5, Nintendo Switch    | Terrifying Jellyfish                                                            | 12 вересня 2023 | [ 20 ]        |
| Thank Goodness You're Here! | ПК (Windows, macOS), PlayStation 4, PlayStation 5, Nintendo Switch    | Coal Supper                                                                     | 1 серпня 2024   | [ 21 ]        |
| Arco                        | ПК (Windows, macOS), Nintendo Switch                                  | Franek Nowotniak, Max Cahill, José Ramón “Bibiki” García, Antonio “Fáyer” Uribe | 15 серпня 2024  | [ 22 ]        |
| Despelote                   | ПК (Windows), PlayStation 4, PlayStation 5, Xbox One, Xbox Series X/S | Julián Cordero, Sebastian Valbuena                                              | 1 травня 2025   | [ 23 ] [ 24 ] |
| Time Flies                  | ПК (Windows, macOS), PlayStation 5, Nintendo Switch                   | Playables                                                                       | 2025            | [ 25 ]        |
| Big Walk                    | ПК (Windows, macOS)                                                   | House House                                                                     | 2025            | [ 26 ]        |
| Herdling                    | ПК (Windows)                                                          | Okomotive                                                                       | 2025            | [ 27 ]        |
| Blippo+                     | ПК (Windows)                                                          | Blippo+                                                                         | 2025            | [ 28 ]        |

### Playdate
22 травня 2019 року Panic представила Playdate, портативний ігровий пристрій, розроблений у співпраці зі шведською фірмою Teenage Engineering. Пристрій має 1-бітовий екран з роздільною здатністю 400×240 пікселів, клавішею керування зліва, двома кнопками праворуч і механічною заводною ручкою з правого краю пристрою.

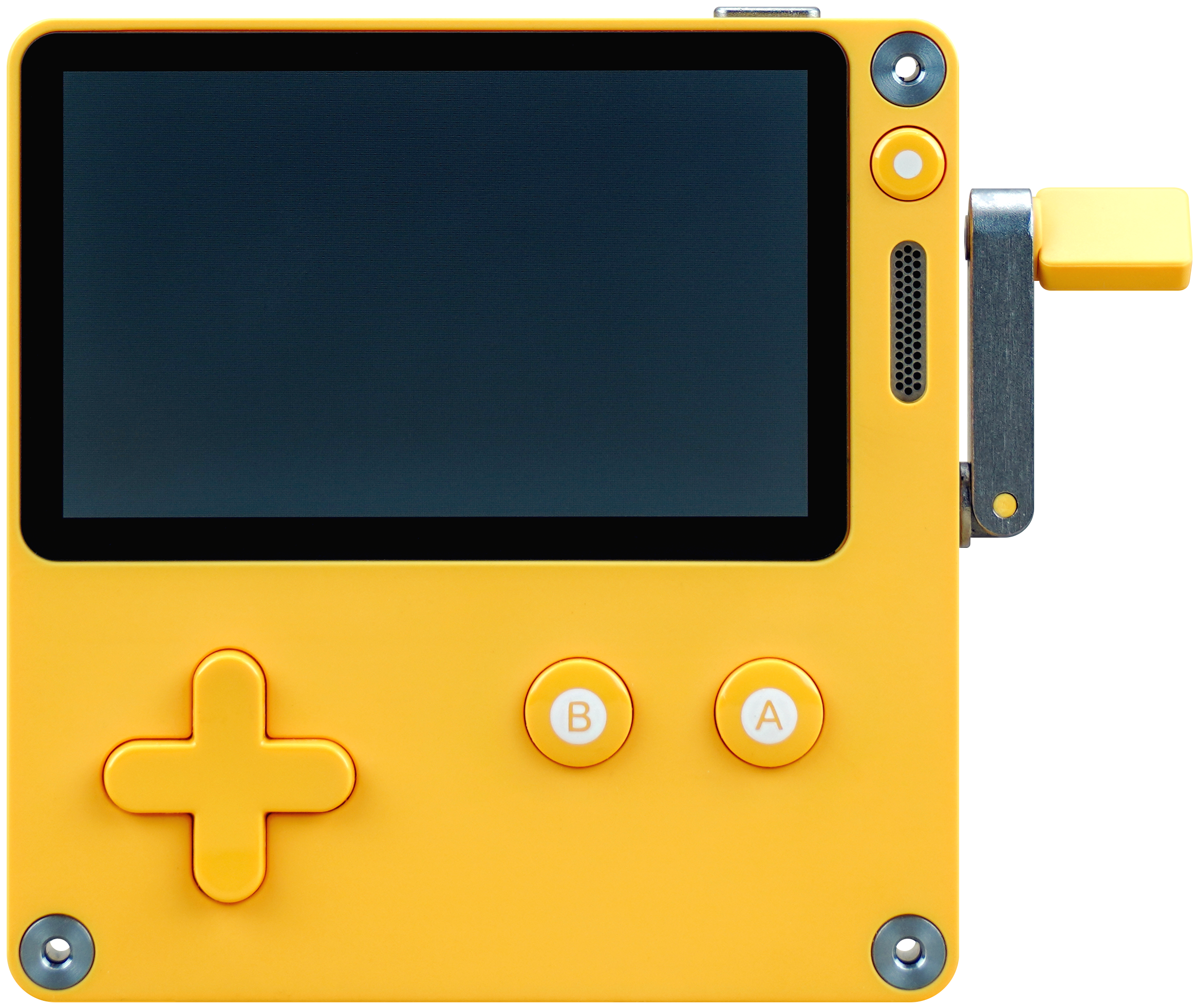
Консоль Playdate з заводною ручкою у відкритому положенні

Ігри виходять «сезонами», зі швидкістю дві гри на тиждень протягом дванадцяти тижнів. Вони автоматично завантажуються на пристрій, коли стають доступними. Хоча деякі відеоігри для Playdate виробляються Panic, більшість створюються інді-розробниками, такими як Кейта Такахаші, Зак Гейдж, Беннетт Фодді та Шон Інман.